# Ињиго Мартинез
Ињиго Мартинез Бериди (шп. Iñigo Martínez Berridi; Ондароа, 17. мај 1991) шпански је фудбалер који тренутно наступа за Барселону. Игра на позицији одбрамбеног играча.

## Успеси
Атлетик Билбао
- Суперкуп Шпаније (1) : 2021.[7]
- Куп Шпаније: (финале: 2019/20, 2020/21)[8][9]

 Барселона
- Ла лига (1) : 2024/25.[10]
- Куп Шпаније (1) : 2024/25.[11]
- Суперкуп Шпаније (1) : 2025.[12]

 Шпанија до 21
- Европско првенство до 21 године (1) :  2013.[13]

 Шпанија
- Лига нација:   2020/21.[14]